# ሀ
Cette page contient des caractères éthiopiques. En cas de problème, consultez Aide:Unicode ou testez votre navigateur.
ሀ (« hä ») est un caractère utilisé dans l'alphasyllabaire éthiopien comme symbole de base pour représenter les syllabes débutant par le son /h/.

## Usage
L'écriture éthiopienne est un alphasyllabaire ou chaque symbole correspond à une combinaison consonne + voyelle, organisé sur un symbole de base correspondant à la consonne et modifié par la voyelle. ሀ correspond à la consonne « h » (ainsi qu'à la syllabe de base « hä »). Les différentes modifications du caractères sont les suivantes :
- ሀ : « hä », [hɛ]
- ሁ : « hu », [hu]
- ሂ : « hi », [hi]
- ሃ : « ha », [ha]
- ሄ : « he », [hə]
- ህ : « hə », [hɨ] ([h])
- ሆ : « ho », [ho]
- ሇ : « hoä », [hwa]

ሀ est le premier symbole de base dans l'ordre traditionnel de l'alphasyllabaire.

## Historique

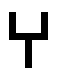
Caractère « h » de l'alphabet arabe méridional.

Le caractère ሀ est dérivé du caractère correspondant de l'alphabet arabe méridional.

## Représentation informatique
- Dans la norme Unicode, les caractères sont représentés dans la table relative à l'éthiopien[1],[2] :
  - ሀ : U+1200, « syllabe éthiopienne hä »
  - ሁ : U+1201, « syllabe éthiopienne hou »
  - ሂ : U+1202, « syllabe éthiopienne hi »
  - ሃ : U+1203, « syllabe éthiopienne ha »
  - ሄ : U+1204, « syllabe éthiopienne hé »
  - ህ : U+1205, « syllabe éthiopienne he »
  - ሆ : U+1206, « syllabe éthiopienne ho »
  - ሇ : U+1207, « syllabe éthiopienne hoä »